# Microcharon reginae
Microcharon reginae is een pissebed uit de familie Lepidocharontidae. De wetenschappelijke naam van de soort is voor het eerst geldig gepubliceerd in 1987 door Dole & Coineau.